# Mendidius endroedii
Mendidius endroedii är en skalbaggsart som beskrevs av Vladimir Balthasar 1967. Mendidius endroedii ingår i släktet Mendidius och familjen Aphodiidae. Inga underarter finns listade i Catalogue of Life.